# Озеро-Куреєво
Озеро-Куреєво (рос. Озеро-Куреево) — село Турочацького району, Республіка Алтай Росії. Входить до складу Озеро-Куреєвського сільського поселення.
Населення — 387 осіб (2015 рік).